# Petroicidae
I Petroicidi (Petroicidae Mathews, 1919-20) sono una famiglia di uccelli comprendente 50 specie suddivise in 19 generi. Questa famiglia era conosciuta in passato come Eopsaltridae.  Sono tutti endemici dell'Australasia: Nuova Guinea, Australia, Nuova Zelanda e numerose isole del Pacifico, fino alle Samoa a est. In mancanza di un nome comune appropriato, le specie della famiglia vengono generalmente indicate collettivamente come «pettirossi australasiatici», sebbene non siano affatto imparentati con i pettirossi eurasiatici, appartenenti, invece, alla famiglia dei Muscicapidi.

## Descrizione
La maggior parte dei petroicidi ha un corpo compatto, con una grossa testa tondeggiante, un becco breve e diritto ed estremità alari arrotondate.

## Biologia
Occupano una vasta gamma di ambienti boschivi, dalle zone subalpine alle foreste pluviali tropicali, dalle paludi di mangrovie alle boscaglie semiaride.

### Alimentazione
Sono tutti prevalentemente insettivori, sebbene una piccola parte della loro dieta sia costituita anche da semi. Le prede vengono catturate in gran parte con la cosiddetta tecnica «attendi e salta», che consiste nel rimanere immobili sul tronco di un albero ed esplorare il terreno sottostante per poi balzare al suolo non appena è stata individuata una possibile preda.

### Riproduzione
L'organizzazione sociale è generalmente costituita da coppie a lungo termine e da piccoli gruppi familiari. Alcune specie praticano una sorta di riproduzione cooperativa, nella quale tutti i membri della famiglia collaborano nella difesa del territorio e nella ricerca del cibo per i nidiacei.
I nidi, generalmente costruiti dalle femmine, sono a forma di coppa e sono spesso situati presso una biforcazione verticale di un albero o un arbusto; molte specie ricoprono la superficie esterna del nido con muschio, pezzi di corteccia o licheni per camuffarlo, tanto che è molto difficile localizzarne uno, perfino quando è situato a breve distanza dall'osservatore.

## Sistematica
Sebbene non affatto imparentati con i pettirossi veri e propri, i pettirossi della famiglia dei Petroicidi sono stati per lungo tempo classificati tra i Muscicapidi, la numerosissima famiglia che raggruppa le varie specie di pigliamosche.
Le relazioni intercorrenti tra i Petroicidi e le altre famiglie di passeriformi non sono state ancora comprese appieno; sulla base delle ricerche sull'ibridazione del DNA svolte da Sibley e Alquist, essi sono stati posti nella superfamiglia dei Corvoidea.
Più recentemente, è stato scoperto che i Petroicidi e altre famiglie in passato attribuite ai Corvoidei appartengono in realtà a una delle prime suddivisioni del ramo dei Passerida (cosiddetti Passerida basali), nell'ambito dei quali costituiscono una superfamiglia a sé stante (Petroicoidea).
Secondo la recente classificazione del Congresso Ornitologico Internazionale (gennaio 2014) la famiglia comprende i seguenti generi e specie:
- Genere Tregellasia Mathews, 1912
  - Tregellasia leucops (Salvadori, 1876) - pigliamosche australiano facciabianca;
  - Tregellasia capito (Gould, 1854) - pigliamosche australiano giallo pallido.
- Genere Quoyornis Mathews, 1912
  - Quoyornis georgianus (Quoy e Gaimard, 1830) - pigliamosche australiano pettobianco.
- Genere Eopsaltria Swainson, 1832
  - Eopsaltria australis (Shaw, 1790) - pigliamosche australiano pettogiallo;
  - Eopsaltria griseogularis Gould, 1838 - pigliamosche australiano pettogrigio.
- Genere Gennaeodryas Mathews, 1920
  - Gennaeodryas placens (E. P. Ramsay, 1879) - balia neoguineana ventregiallo.
- Genere Melanodryas Gould, 1865
  - Melanodryas cucullata (Latham, 1802) - petroica dal cappuccio;
  - Melanodryas vittata (Quoy e Gaimard, 1830) - petroica di Tasmania.
- Genere Peneothello Mathews, 1920
  - Peneothello sigillata (De Vis, 1890) - balia neoguineana alibianche;
  - Peneothello cryptoleuca (Hartert, 1930) - balia neoguineana fuligginosa;
  - Peneothello cyanus (Salvadori, 1874) - balia neoguineana blu-antracite;
  - Peneothello bimaculata (Salvadori, 1874) - balia neoguineana bimaculata;
  - Peneothello pulverulenta (Bonaparte, 1850) - balia delle mangrovie.
- Genere Poecilodryas Gould, 1865
  - Poecilodryas brachyura (P. L. Sclater, 1874) - balia neoguineana mentobianco;
  - Poecilodryas hypoleuca (G. R. Gray, 1859) - balia neoguineana fianchineri;
  - Poecilodryas superciliosa (Gould, 1847) - balia australiana dai sopraccigli bianchi;
  - Poecilodryas cerviniventris (Gould, 1858) - balia australiana ventrefulvo.
- Genere Plesiodryas Mathews, 1920
  - Plesiodryas albonotata (Salvadori, 1875) - balia neoguineana golanera.
- Genere Heteromyias Sharpe, 1879
  - Heteromyias albispecularis (Salvadori, 1876) - balia neoguineana cenerina;
  - Heteromyias cinereifrons (E. P. Ramsay, 1876) - balia australiana frontegrigia.
- Genere Drymodes Gould, 1841
  - Drymodes beccarii Salvadori, 1876 - usignolo di macchia papua;
  - Drymodes superciliaris Gould, 1850 - usignolo di macchia settentrionale;
  - Drymodes brunneopygia Gould, 1841 - usignolo di macchia meridionale.
- Genere Microeca Gould, 1841
  - Microeca flavigaster Gould, 1843 - pigliamosche ventregiallo australiano;
  - Microeca hemixantha P. L. Sclater, 1883 - pigliamosche delle Tanimbar;
  - Microeca fascinans (Latham, 1802) - pigliamosche bruno australiano.
- Genere Monachella Salvadori, 1874
  - Monachella muelleriana (Schlegel, 1871) - pigliamosche di torrente della Nuova Guinea.
- Genere Cryptomicroeca Christidis, Irestedt, Rowe, Boles e Norman, 2012
  - Cryptomicroeca flaviventris (Sharpe, 1903) - pigliamosche della Nuova Caledonia.
- Genere Kempiella Mathews, 1913
  - Kempiella griseoceps (De Vis, 1894) - pigliamosche piedigialli dell'Oceania;
  - Kempiella flavovirescens (G. R. Gray, 1858) - pigliamosche oliva della Nuova Guinea.
- Genere Devioeca Mathews, 1925
  - Devioeca papuana (A. B. Meyer, 1875) - pigliamosche papua.
- Genere Eugerygone Finsch, 1901
  - Eugerygone rubra (Sharpe, 1879) - pigliamosche rosso della Nuova Guinea.
- Genere Petroica Swainson, 1829
  - Petroica rosea Gould, 1840 - petroica pettorosa;
  - Petroica rodinogaster (Drapiez, 1819) - petroica ventrerosa;
  - Petroica archboldi Rand, 1940 - petroica della Snow Mountain;
  - Petroica bivittata De Vis, 1897 - petroica alpina;
  - Petroica phoenicea Gould, 1837 - petroica di fiamma;
  - Petroica polymorpha Mayr, 1934 - petroica delle Salomone;
  - Petroica pusilla Peale, 1849 - petroica del Pacifico;
  - Petroica multicolor (J. F. Gmelin, 1789) - petroica di Norfolk;
  - Petroica boodang (Lesson, 1837) - petroica scarlatta;
  - Petroica goodenovii (Vigors e Horsfield, 1827) - petroica fronterossa;
  - Petroica macrocephala (J. F. Gmelin, 1789) - petroica della Nuova Zelanda;
  - Petroica longipes (R. Lesson e Garnot, 1827) - petroica bruna dell'Isola del Nord;
  - Petroica australis (Sparrman, 1788) - petroica bruna dell'Isola del Sud;
  - Petroica traversi (Buller, 1872) - petroica delle Chatham.
- Genere Pachycephalopsis Salvadori, 1879
  - Pachycephalopsis hattamensis (A. B. Meyer, 1874) - pigliamosche neoguineano dorsoverde;
  - Pachycephalopsis poliosoma Sharpe, 1882 - pigliamosche neoguineano dal cappuccio.
- Genere Amalocichla De Vis, 1892
  - Amalocichla sclateriana De Vis, 1892 - tordino maggiore della Nuova Guinea;
  - Amalocichla incerta (Salvadori, 1876) - tordino minore della Nuova Guinea.

### Alcune specie

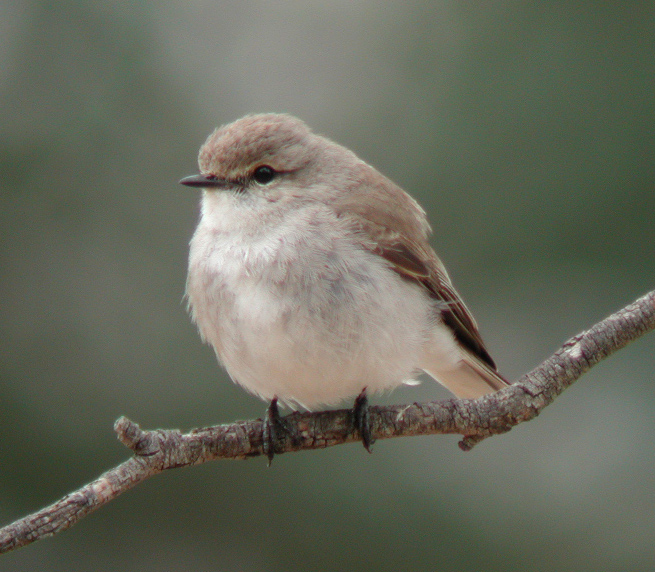
Microeca fascinans
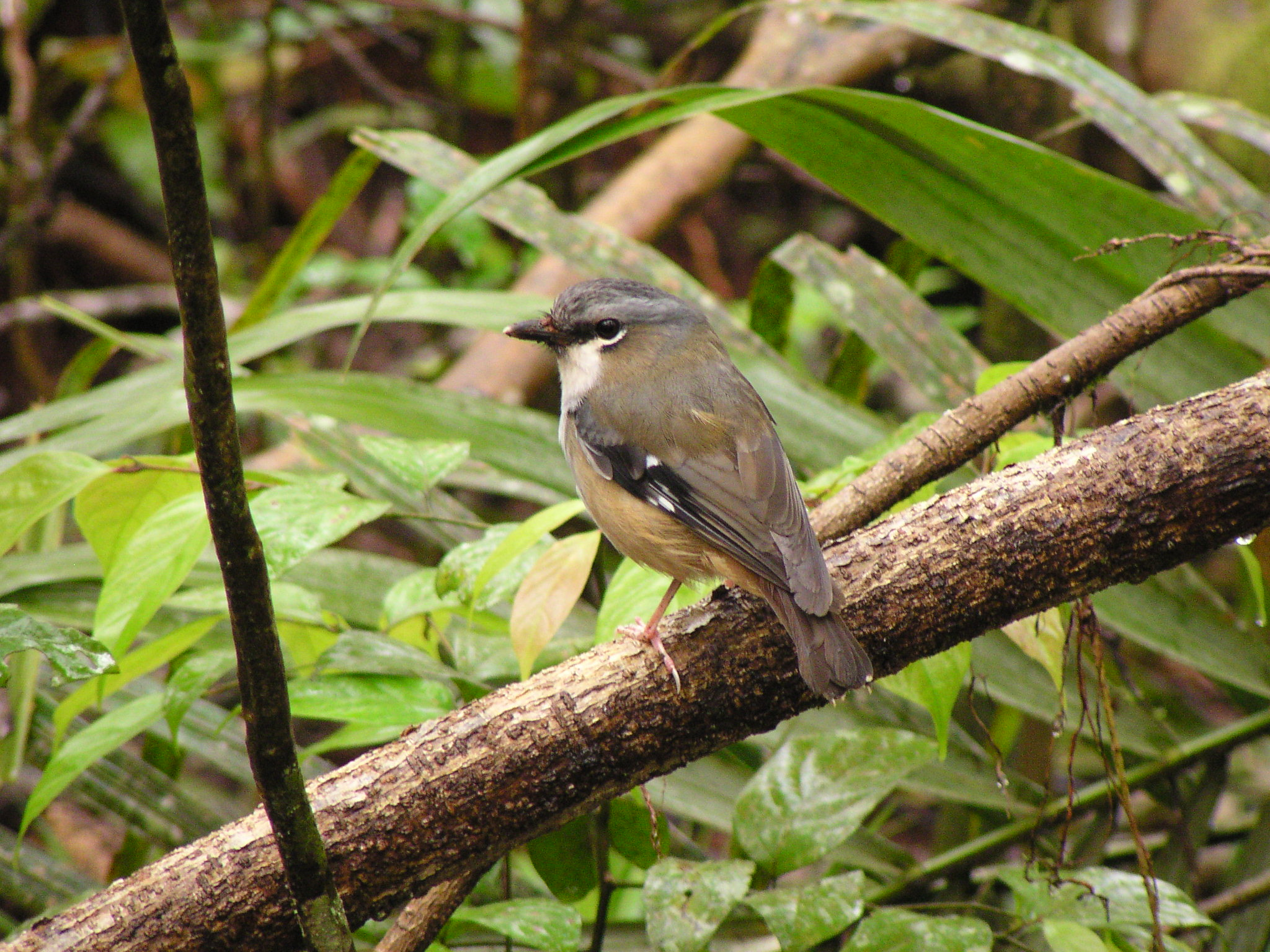
Heteromyias albispecularis
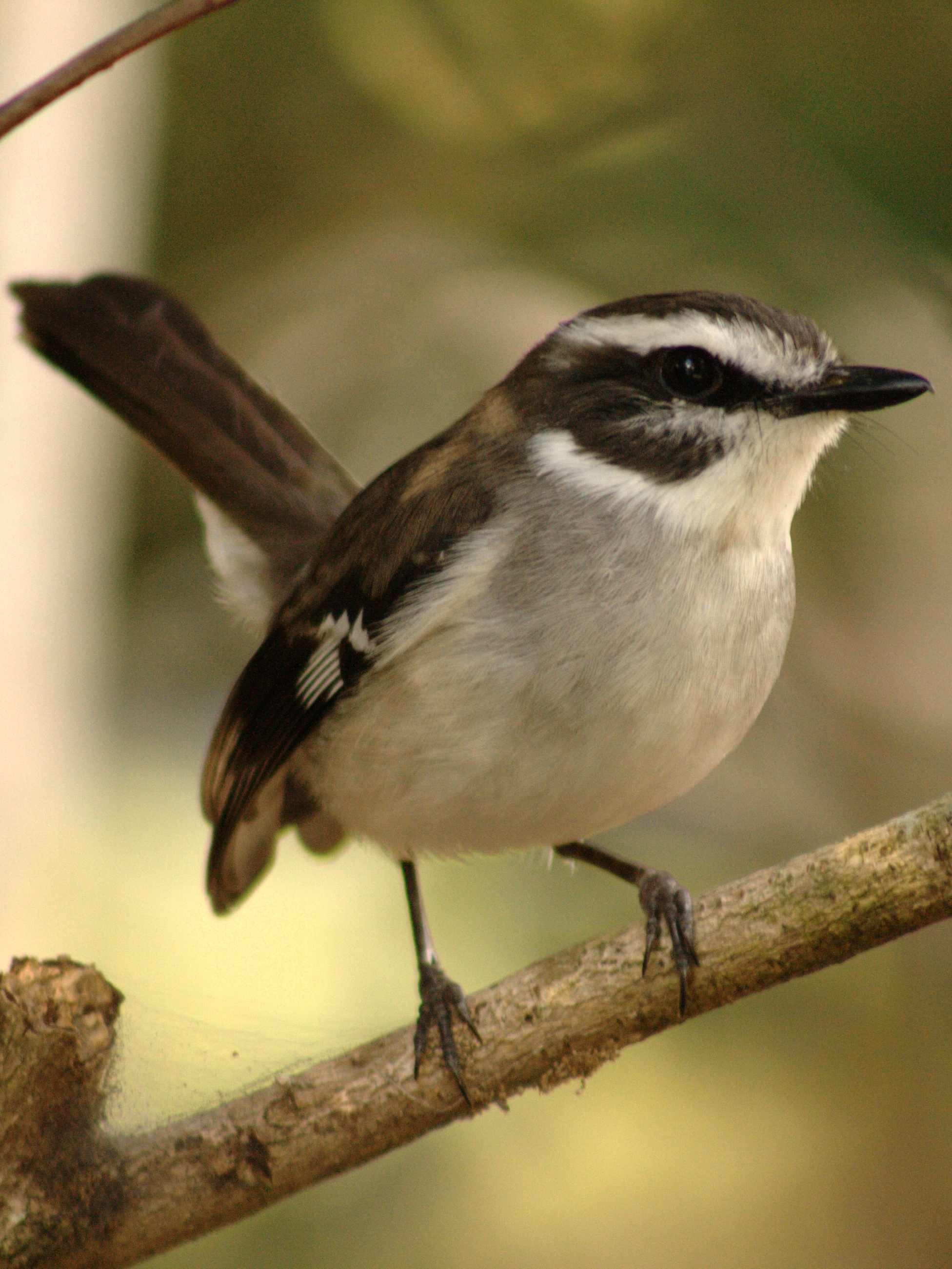
Poecilodryas superciliosa
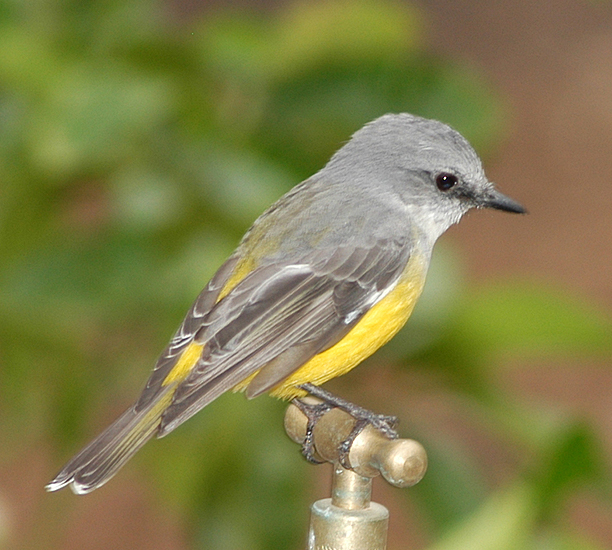
Eopsaltria griseogularis
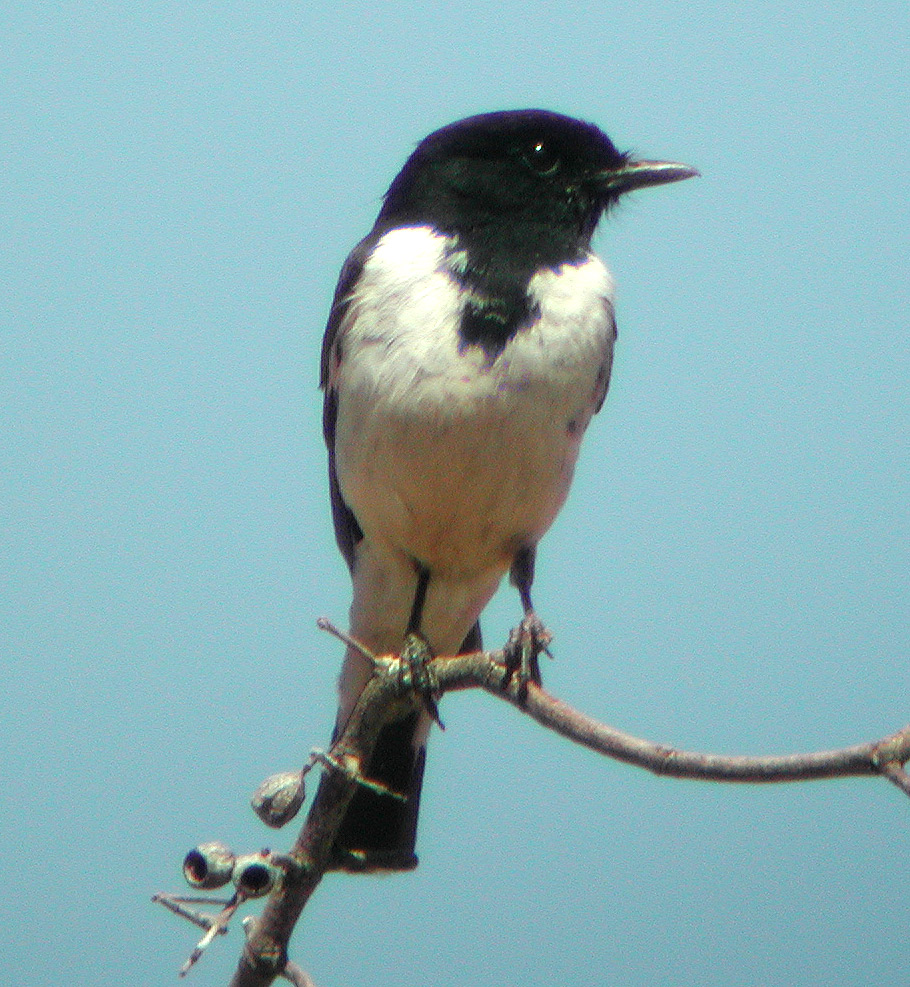
Melanodryas cucullata
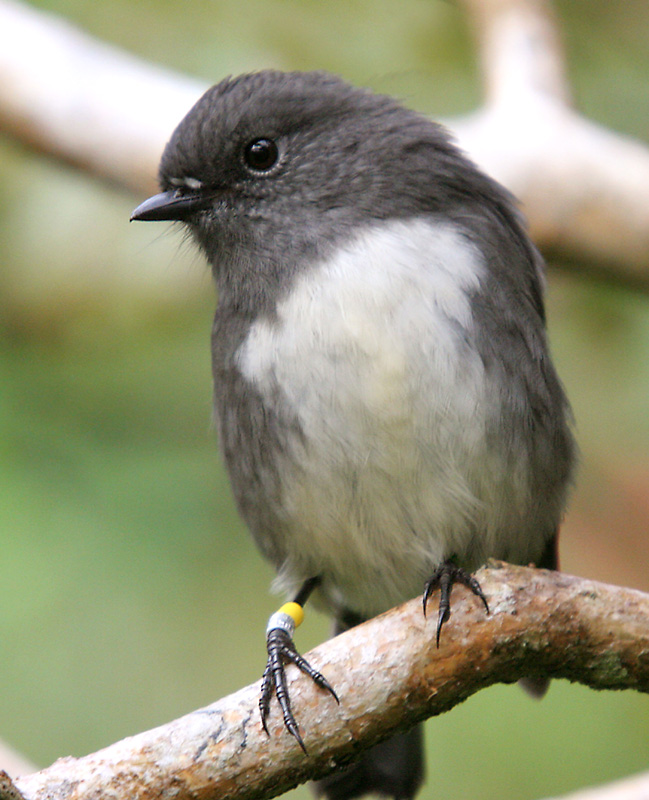
Petroica australis
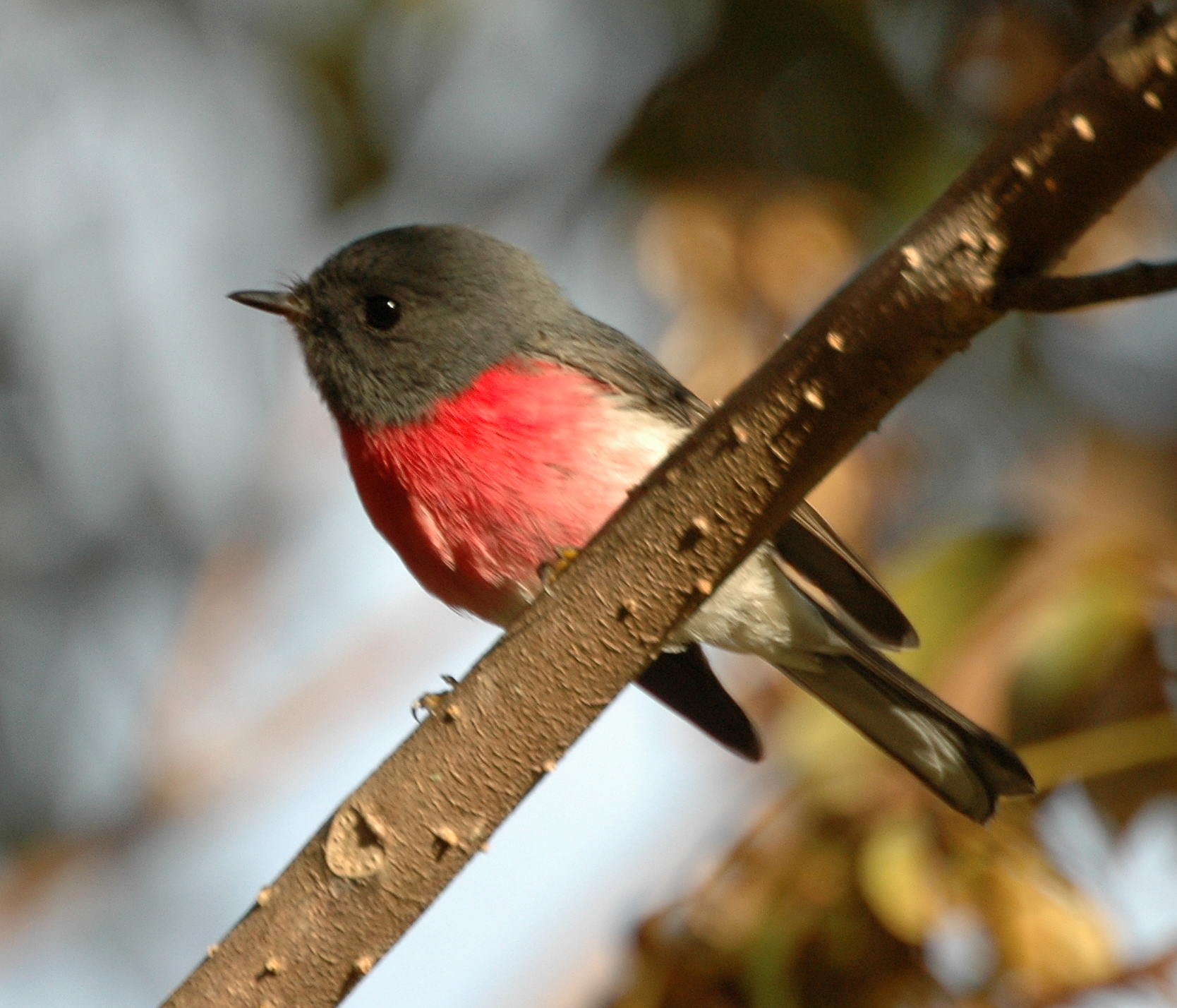
Petroica rosea
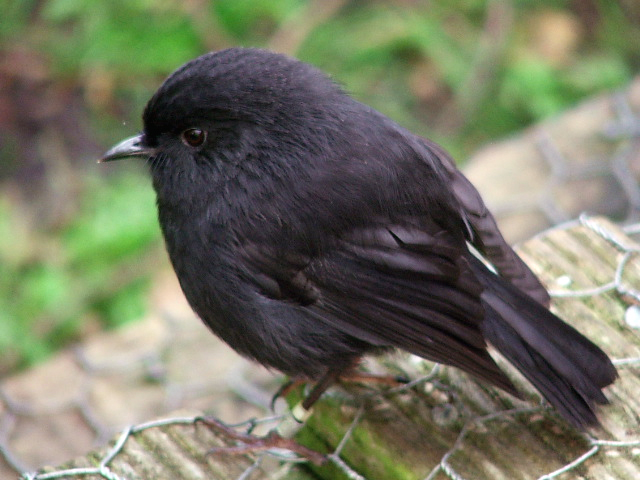
Petroica traversi
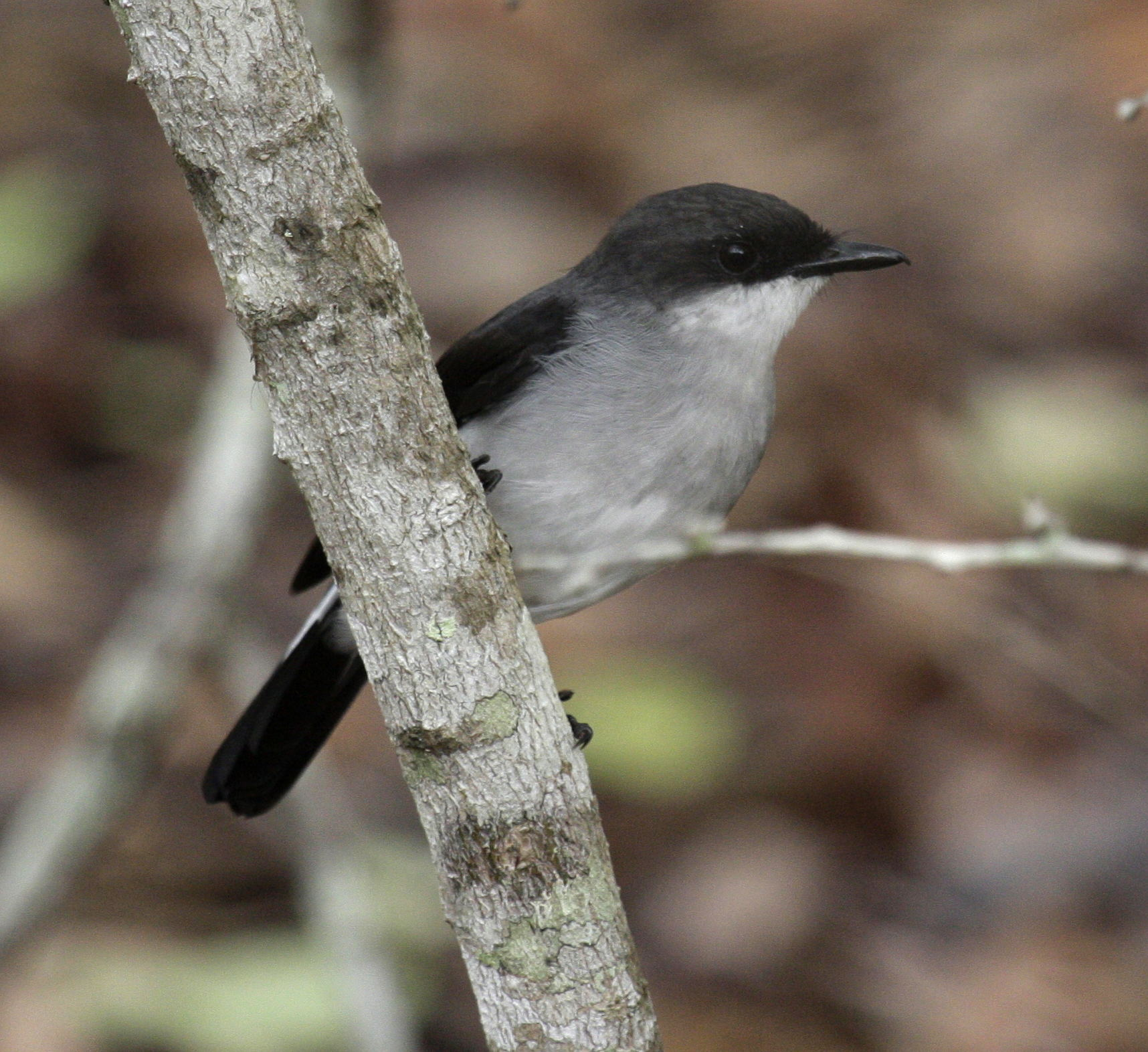
Peneothello pulverulenta
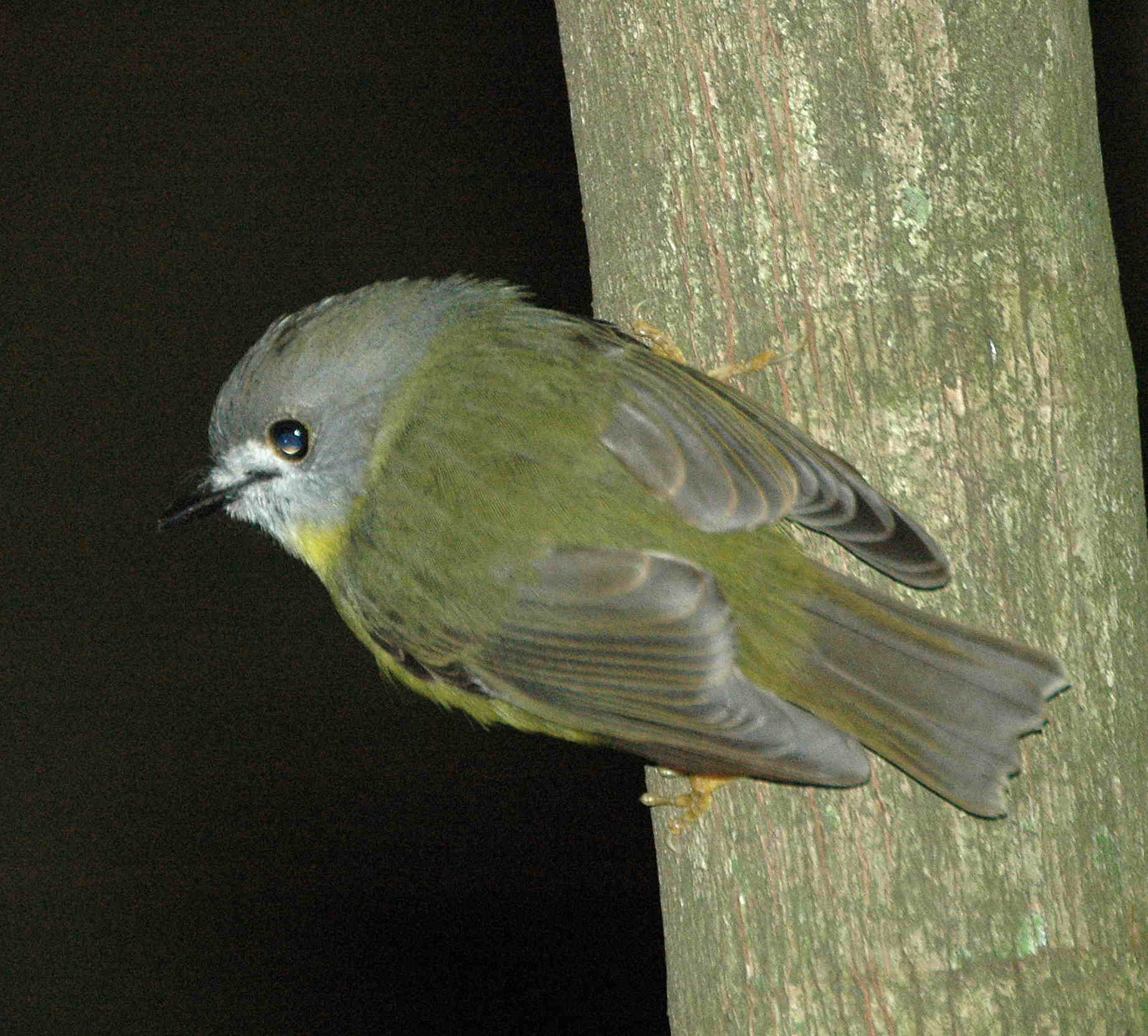
Tregellasia capito